# Resolutie 1079 Veiligheidsraad Verenigde Naties
Resolutie 1079 van de Veiligheidsraad van de Verenigde Naties werd op 15 november 1996 unaniem aangenomen door de VN-Veiligheidsraad.

## Achtergrond
In 1980 overleed de Joegoslavische leider Tito, die decennialang de bindende kracht was geweest tussen de zes deelstaten van het land. Na zijn dood kende het nationalisme een sterke opmars, en in 1991 verklaarden verschillende deelstaten zich onafhankelijk. Hierdoor ontstond ook in Kroatië een burgeroorlog met de Servische minderheid, waarbij op grote schaal etnische zuiveringen plaatsvonden. Na een succesvol Kroatisch offensief werd een akkoord getekend.

## Inhoud

### Waarnemingen
Het VN-Overgangsbestuur in Oost-Slavonië, Baranja en West-Sirmium kon er met succes mee voor zorgen dat die gebieden opnieuw onder Kroatisch bestuur kwamen. Het basisakkoord tussen Kroatië en de lokale Serven vroeg om een tijdelijke VN-bestuur voor twaalf maanden. De lokale Serven vroegen nu om die periode te verlengen met nogmaals twaalf maanden. Secretaris-Generaal Boutros Boutros-Ghali had aanbevolen UNTAES met zes maanden te verlengen, tot 15 juli 1997.

### Handelingen
Kroatië en de lokale Servische gemeenschap werden opgeroepen samen met UNTAES aan omstandigheden te werken waarin lokale verkiezingen konden plaatsvinden. Beiden moesten ook het basisakkoord nakomen, en de mensenrechten en de rechten van alle etnische groepen respecteren. Ook hadden alle vluchtelingen het recht om huiswaarts te keren. Verder waren beiden verantwoordelijk voor de politie.
De secretaris-generaal werd gevraagd tegen 15 februari en 1 juli 1997 te rapporteren over de ontwikkelingen. Het mandaat van de UNTAES werd verlengd tot 15 juli 1997. De secretaris-generaal werd ook gevraagd hierop zijn aanbevelingen doen voor de volgende zes maanden.

## Verwante resoluties
- Resolutie 1069 Veiligheidsraad Verenigde Naties
- Resolutie 1074 Veiligheidsraad Verenigde Naties
- Resolutie 1082 Veiligheidsraad Verenigde Naties
- Resolutie 1088 Veiligheidsraad Verenigde Naties

Lijst ·  1036 ·  1037 ·  1038 ·  1039 ·  1040 ·  1041 ·  1042 ·  1043 ·  1044 ·  1045 ·  1046 ·  1047 ·  1048 ·  1049 ·  1050 ·  1051 ·  1052 ·  1053 ·  1054 ·  1055 ·  1056 ·  1057 ·  1058 ·  1059 ·  1060 ·  1061 ·  1062 ·  1063 ·  1064 ·  1065 ·  1066 ·  1067 ·  1068 ·  1069 ·  1070 ·  1071 ·  1072 ·  1073 ·  1074 ·  1075 ·  1076 ·  1077 ·  1078 ·  1079 ·  1080 ·  1081 ·  1082 ·  1083 ·  1084 ·  1085 ·  1086 ·  1087 ·  1088 ·  1089 ·  1090 ·  1091 ·  1092